# Peter Frese
Peter Frese (* 6. September 1953 in Krebsöge) ist ein deutscher Judoka und Sportfunktionär.

## Herkunft und Beruf
Frese wuchs in einer Großfamilie als ältestes von acht Geschwistern auf, zunächst in Radevormwald-Krebsöge, dann in Lüttringhausen, wo die Familie auf dem Werksgelände der Firma Gedore wohnte. Sportlich hatte er bereits Erfahrungen als  Handballer im  Goldenberger Turnverein gesammelt, bevor er im Alter von zwölf Jahren zum ersten Mal einen Judokampf erlebte und fortan zu dieser Sportart wechselte. Nach einer Ausbildung zum  Technischen Zeichner schrieb er sich erst für ein Studium der Sicherheitstechnik ein, entschied sich aber dann dafür, staatlich geprüfter Diplom-Sportlehrer für Judo zu werden. In Wuppertal leitete er eine Judo-Schule und beteiligte sich an einem Fitness-Center.

## Sportliche Laufbahn
Frese gewann eine Bronzemedaille bei Deutschen Meisterschaften und hatte Einsätze in der Bundesliga und im Nationalkader. Seinen größten sportlichen Erfolg als Kämpfer errang er 1983 mit der Goldmedaille bei den Internationalen Meisterschaften in Zürich, bei denen er im Leichtschwergewicht, der Gewichtsklasse unter 95 kg, antrat. 1985 beendete Frese nach einer Schulterverletzung seine aktive Karriere und wandte sich in seiner eigenen Judo-Schule ganz dem Training von Leistungssportlern und der Förderung von Talenten zu. Frese trägt heute den rot-weißen Gürtel des 8. Dan.

## Karriere als Funktionär
1999 gewann Frese die Wahl zum Präsidenten des Nordrhein-Westfälischen Judoverbands (NWJV). Als Zuschauer bei den  Olympischen Spielen 2000 in Sydney begeisterte ihn die Bronzemedaille von Anna-Maria Gradante so sehr, dass er sich entschied, den Judo-Sport als Funktionär noch weiter zu unterstützen. Noch im selben Jahr wurde er zum Präsidenten des  Deutschen Judo-Bundes (DJB) gewählt. Dieses Ehrenamt hatte Frese bis 2019 inne. In dieser Zeit repräsentierte er seinen Verband bei vier Olympischen Spielen, 13  Weltmeisterschaften und 20  Europameisterschaften. Er steuerte in seiner Amtszeit drei Reformen der  Bundesliga und die Einführung des seit 2015 jährlich ausgetragenen Deutschen Jugendpokals. Nach seinem Rücktritt ernannte ihn der DJB zum Ehrenpräsidenten. Im selben Jahr 2019 verlieh ihm der  Deutsche Olympische Sportbund (DOSB) die Ehrennadel „in Anerkennung seines langjährigen und vorbildlichen Engagements in Sportdeutschland“, wie der damalige Vorsitzende der  Deutschen Sportjugend (DSJ) Jan Holze in seiner Laudatio betonte.

## Sonstiges
Peter Frese ist verheiratet und lebt mit seiner Frau in Wuppertal, wo er nach wie vor eine Judo-Schule betreibt.